# Muntanya d'Hamiguitan
La Muntanya d'Hamiguitan és una muntanya situada a la Província de Davao Oriental, Filipines. Té una alçada de 1.620 metres. La muntanya i els seus voltants té una de les poblacions més diverses de vida silvestre del país. Entre la fauna que es troba a la zona hi ha l'Àguila menjamones i diverses espècies de Nepenthes. Alguns d'aquests últims, com els peltata Nepenthes, són endèmiques de la zona. La muntanya té una àrea forestal protegida de 2.000 ha. Aquest bosc es caracteritza pel seu bosc pigmeu únic d'arbres centenaris a terra ultramàfiques, amb moltes espècies en perill d'extinció, endèmiques i rares de flora i fauna.
La cadena de la Muntanya de Hamiguitan, amb una superfície de 6.834 ha, va ser declarat parc nacional i un santuari de vida silvestre el 2003, el 2014, el parc va ser inscrit com a Patrimoni de la Humanitat de la UNESCO.